# Крст на Тргу краља Петра у Панчеву
Крст у градском парку у Панчеву посвећен је св. Тројици, а подигли су га 1. септембра 1804. године панчевачки Срби у част Првог српског устанка и Карађорђеве победе над Турцима. Како је за време устанка доста Срба прелазило у Банат, и друге делове данашње Војводине, Срби из ових крајева слушали су о устанку и са симпатијама гледали на Карађорђа и остале устанике. Честа међусобна помоћ у данима устанка, симболично је представљена подизањем крста, који се и дан данас налази на истом месту. Међутим, бурна историја ових крајева утицала је и на сам споменик. Тако 1941. споменик био склоњен са трга, по наређењу немачких власти. Дневник професора Ђорђа Живановића говори нам пуно, како о подизању крста, тако и о његовом уклањању, јер је и сам био очевидац тог догађаја.

## Подизање крста
По легенди, крст је подигнут ноћу и ноћу освештан. На том месту и римокатолици, који су живели у Панчеву, желели су да подигну крст, па је војна власт била у недоумици којој вери да да првенство. Римокатлочка вера је била државна, а православно становништво је било у већини. Тај спор око првенства решио је тадашњи бригадни генерал Петар Терзић, и сам православац, саветовао је проти Андреји Арсенијевићу да преко ноћи некако сложе делове у Крст и да га освештају, па кад му тужба стигне, наредиће да се Крст однесе. На лицу места ће сазнати да је освећен, а у освећену ствар се не дира. Српска црквена општина је о свом трошку подигла крст од црвеног мермера, у знак захвалности према Исусу Христу. Ово спомен дело је високо 48 стопа (15,84 m), донесен је из Будима и велике је уметничке и материјалне вредности. Месеца јануара 1805. на Божић, са великом свечаношћу освештао га је вршачки архимандрит. Налазио се на месту Велике пијаце у Панчеву, данашњем Тргу Краља Петра.

## Уклањање Крста
Градска управа - фолксдојчери издала је наређење Црквеној општини да демонтира и однесе крст са трга. Општини је то место требало за гробницу 10 стрељаних фолксдојчера, а које је стрељала Југословенска војска. Црквена општина се бранила и у седници својој, на коју је био позван и професор Живановић да изнесе историју овога крста, да је крст изузетне уметничко-историјске вредности, да су испод њега примане посете аустријских царева, да су се под њим заклињали војници и полазили у бој за Ломбардију, на Рајну, Кустоцу, Верону, Конигрец итд. Да је земљиште на коме је крст својина Црквене општине, а по закону Општина није овлашћена да га отуђи без краљеве резолуције. Шта се све није износило само да се спасе. Писмено је обавештена и Патријаршија о овој наредби, али је епископ Валеријан одговорио да је добро да не руше и саму цркву. Када су градске власти запретиле да ће Крст разрушити бомбом, кренуло се са демонтирањем споменика. Демонтирао га је каменорезац Маринковић по молби Црквене општине, а платио је Град. Крст је био трошан и масиван, састојао се из 108 делова и каменорезац Маринковић се трудио да га неоштећеног сачува. Делови крста су пренесени у Успенску порту, сам крст унесен је у цркву где га Срби целивају. У исто време, демонтиран је и споменик Краљу Петру Првом и пренесен у двориште заразне болнице.
Речи професора Живановића, које је забележио у свом дневнику, осликавају мишљење ондашњих Срба о уклањању крста: И тако су наши суграђани Немци са уклањањем ове древне светиње српског народа показали два значајна успеха; један је што су пред целим светом показали степен своје трпељивости и како се љубав за љубав враћа, други успех је што је место једног материјалног крста подигнуто 15-16 000 и више милиона крстова у срцима свих Срба, а ти крстови одолевају свакој сили.
Прослављајући 200 година од почетка Првог српског устанка, становници Панчева су овај споменик и један од симбола њиховог града, обновили 2004. године и вратили на исто место где се првобитно и налазио.

## Галерија
- Крст на Тргу краља Петра Првог у Панчеву